# 黃鈞
黃鈞（？—？），字叔秉，號石皋，河南歸德衛軍籍，河南南陽府鎮平縣人，明朝政治人物。

## 生平
嘉靖十九年（1540年）庚子科河南鄉試第六十一名舉人。嘉靖三十二年（1553年）中式癸丑科會試第三百七十一名，二甲第十四名進士。都察院观政，授工部主事，升员外郎，卒。

## 家族
曾祖黃釗；祖父黃雄；父黃璜，母文氏；繼母史氏。弟黄鎬。